# Odontorchilus
Odontorchilus é um género de ave da família Troglodytidae.

## Espécies
Este género contém as seguintes espécies:
- Odontorchilus branickii (Taczanowski & Berlepsch, 1885)
- Odontorchilus cinereus (Pelzeln, 1868)